# Marginaster paucispinus
Marginaster paucispinus is een zeester uit de familie Poraniidae.
De wetenschappelijke naam van de soort werd in 1913 gepubliceerd door Walter Kenrick Fisher.